# Banua Sibohou II
Banua Sibohou II is een bestuurslaag in het regentschap Nias Utara van de provincie Noord-Sumatra, Indonesië. Banua Sibohou II telt 691 inwoners (volkstelling 2010).